# Eria pachycephala
Eria pachycephala är en orkidéart som beskrevs av Friedrich Fritz Wilhelm Ludwig Kraenzlin. Eria pachycephala ingår i släktet Eria och familjen orkidéer. Inga underarter finns listade i Catalogue of Life.